# 唐顿庄园
《唐頓莊園》（英語：Downton Abbey），是一部嘉年華電影公司製作的時代迷你劇，由朱利安·費羅斯（Julian Fellowes）創作並共同編劇，主演有休·邦尼維爾（Hugh Bonneville）、伊莉莎白·麥高文（Elizabeth McGovern）及瑪姬·史密芙（Maggie Smith）等演員。本劇於2010年9月26日在英國獨立電視台ITV首播，並於2011年1月9日在美國公共廣播電視公司PBS播出。整部劇有六季、共52集，包括五集聖誕特別篇。
該劇在播出後獲得觀眾熱烈的反響和極高的收視率，在英國便有逾1,000萬的觀眾收看，在美國平均每集有600萬的觀眾。同時榮獲不少知名獎項的提名和獲獎，被認為是繼八十年代《故園風雨後》以來最成功的英國時代劇，並且在2011年榮膺健力士世界紀錄大全的2010年「全球最受好評的電視劇」，是首個獲此殊榮的英國電視劇。平均每集的拍攝成本約為一百萬英镑。

## 概述

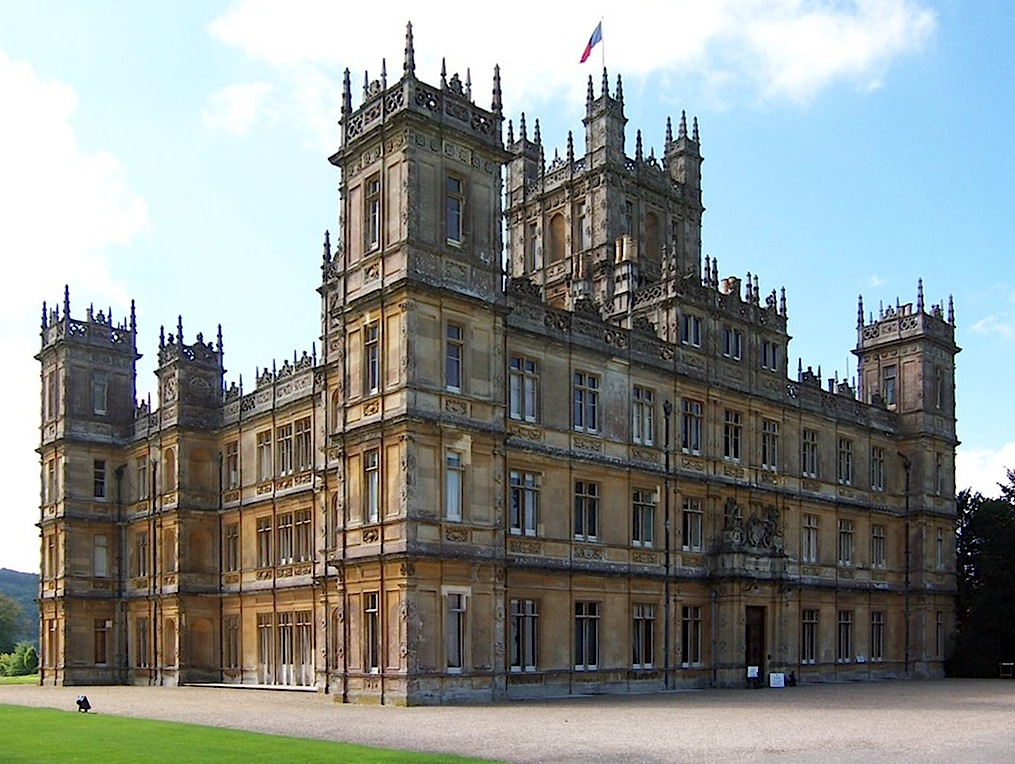
用于拍攝唐頓莊園外景及室内場景的海克利爾城堡（Highclere Castle）。

故事發生在約克郡一個虛構的鄉間莊園「唐頓莊園」，是世襲貴族格蘭特罕（Grantham）伯爵夫婦的祖傳府第，劇情圍繞著考利（Crawley）家族和僕人們，描繪他們在愛德華時代後的生活。
整個系列的時間背景橫跨1912年至1926年，重現當時許多重大歷史事件對英國社會階級結構的影響。第一季由1912年鐵達尼號沉沒事故拉開序幕，後續事件包括第二季開頭的索姆河戰役、第一次世界大戰、西班牙流感大流行與馬可尼醜聞（第二季）、愛爾蘭獨立戰爭與愛爾蘭自由邦的成立（第三季）、茶壺山醜聞案與阿姆利則慘案（第四季）、1923年英國大選與啤酒館政變（第五季），最後一季（第六季）描寫戰間期工人階級的崛起，並暗示英國貴族制度的逐漸式微。
取景地點以伯克郡的海克利爾城堡（Highclere Castle）作為莊園外景及部分內景，僕人的起居場景則是在Ealing Studios（一家電影及電視制作公司）搭建及拍摄。劇組還有在牛津郡的班普頓的村莊取外景，特别是聖瑪麗教堂及村圖書館，作為劇中醫院的入口。劇中角色也經常提起北約克郡的馬爾頓（Malton）村鎮、伊辛沃爾德（Easingwold）、柯比（Kirkby）、里彭（Ripon）和瑟斯克（Thirsk）等地。然而，唐頓的物業以虛構的唐頓村為中心，某些英格蘭鄉下會叫這個地名，但不在約克郡。

## 播出時間
| 季數 | 集數 | 英國播出時間   | 英國播出時間   | 平均英國觀眾數 （百萬） |
| 季數 | 集數 | 首映日         | 完結日         | 平均英國觀眾數 （百萬） |
| ---- | ---- | -------------- | -------------- | ----------------------- |
| 1    | 7    | 2010年9月26日  | 2010年11月7日  | 9.70                    |
| 2    | 8    | 2011年9月18日  | 2011年11月6日  | 11.68                   |
| 2    | 特輯 | 2011年12月25日 | 2011年12月25日 | 11.68                   |
| 3    | 8    | 2012年9月16日  | 2012年11月4日  | 11.91                   |
| 3    | 特輯 | 2012年12月25日 | 2012年12月25日 | 11.91                   |
| 4    | 8    | 2013年9月22日  | 2013年11月10日 | 11.84                   |
| 4    | 特輯 | 2013年12月25日 | 2013年12月25日 | 11.84                   |
| 5    | 8    | 2014年9月21日  | 2014年11月9日  | 10.40                   |
| 5    | 特輯 | 2014年12月25日 | 2014年12月25日 | 10.40                   |
| 6    | 8    | 2015年9月20日  | 2015年11月8日  | 10.42                   |
| 6    | 特輯 | 2015年12月25日 | 2015年12月25日 | 10.42                   |

## 演出人員
※CS是聖誕特輯，S是季數。

### 家
| 演員               | 角色                                                          | 人物介紹                                                                  | 出場季數 | 香港TVB粵語配音                      | 中國央視普通話配音 |
| 瑪姬·史密斯        | 薇樂·考利，格蘭特罕太伯爵夫人 （Violet Crawley, Dowager Countess of Grantham） | 伯爵母親                                                                  | 1－6     | 袁淑珍                               | 章英               |
| 休·博內威利        | ，伯爵 （Robert Crawley, Earl of Grantham）                   | 伯爵                                                                      | 1－6     | 潘文柏                               | 芒来               |
| 伊莉莎白·麥戈文    | 珂拉·考利，格蘭特罕伯爵夫人 （Cora Crawley, Countess of Grantham）             | 伯爵夫人                                                                  | 1－6     | 黃玉娟                               | 张欣               |
| 米雪·道克利        | （Lady Mary Crawley）                                         | 伯爵長女                                                                  | 1－6     | 曾秀清(S1) 曾佩儀(S2) 鄭麗麗(S3－S4) | 唐烨               |
| 蘿拉·凱米歇爾      | （Lady Edith Crawley）                                        | 伯爵二女                                                                  | 1－6     | 余欣沛(S1－S2) 陳琴雲(S3－S4)        | 王俪桦             |
| 杰西卡·布朗·芬德利 | （Lady Sybil Crawley）                                        | 伯爵幼女                                                                  | 1－3     | 何璐怡                               | 张璐               |
| 艾伦·里奇          | （Tom Branson）                                               | 原考利家司機，後成為記者和的丈夫                                              | 1－6     | 張裕東                               | 孙星               |
| 丹尼尔·斯蒂文斯    | （Matthew Crawley）                                           | 伯爵的第三代远房堂姪，爵位繼承人，后成为其堂姐，伯爵長女玛丽·克劳利的丈夫 | 1－3     | 黃啟昌                               | 金锋               |
| 佩内洛普·威爾頓    | （Mrs Isobel Crawley）                                        | 母親                                                                      | 1－6     | 蔡惠萍(S1、S3－S4) 許盈(S2)          | 王俪桦             |
| 莉莉·詹姆斯        | （Lady Rose MacClare）                                        | 格蘭特罕家族的表親；弗林特郡侯爵的愛女                                            | 3－6     | 成瑤孆                               |                    |
| 萨曼莎·邦德        | 夫人 （Rosamund Painswick）                                   | 伯爵的姐姐                                                                | 1－6     | 沈小蘭                               |                    |

### 考利家的佣人
| 演員               | 角色                   | 人物介紹                 | 出場季數 | 香港TVB粵語配音           | 中國央視普通話配音 |
| 吉姆·卡特          | （Charles Carson）     | 管家                     | 1－6     | 古明華(S1) 陳永信(S2－S4) | 任亚明             |
| 菲力絲·羅根        | （Mrs Elsie Hughes）   | 女管家                   | 1－6     | 伍秀霞                    | 杨冬雁             |
| 蕾絲李·尼科爾      | （Mrs Beryl Patmore）  | 廚娘                     | 1－6     | 林丹鳳                    | 耿莉华             |
| 布蘭登·柯伊爾      | （John Bates）         | 格蘭特罕伯爵貼身男僕             | 1－6     | 葉振聲                    | 曲敬国             |
| 西沃恩·芬納蘭      | （Sarah O'Brien）      | 格蘭特罕伯爵夫人貼身女僕         | 1－3     | 雷碧娜                    |                    |
| 羅伯·詹姆斯-柯利爾 | （Thomas Barrow）      | 第一男僕                 | 1－6     | 伍博民(S1) 周良鴻(S2－S4) | 王磊               |
| 湯瑪斯·浩維        | （William Mason）      | 第二男僕                 | 1－2     | 關令翹                    | 何恺鹏             |
| 喬安·佛洛格        | （Anna Smith）         | 女僕                     | 1－6     | 朱妙蘭                    | 白蓓               |
| 蘇菲·麥席拉        | （Daisy Robinson）     | 女幫廚                   | 1－6     | 陳皓宜                    | 王羊               |
| 艾米·納特托爾      | （Ethel Parks)         | 女僕                     | 2－3     | 謝潔貞                    | 张欣               |
| 蘿絲·萊斯利        | （Gwen Dawson）        | 女僕                     | 1        | 林元春                    |                    |
| 凱文·道爾          | （Joseph Molesley）    | 馬修·考利的管家和貼身男僕         | 1－6     | 雷霆(S1) 招世亮(S2－S4)   | 郭政建             |
| 马特·米尔尼        | （Alfred Nugent）      | 第二男僕，的侄子         | 3–       | 曹啟謙                    |                    |
| 艾德·史彼勒        | （James "Jimmy" Kent） | 第一男僕                 | 3–       | 梁偉德                    |                    |
| 卡拉·希爾博        | （Ivy Stuart）         | 女幫廚                   | 3–       | 羅孔柔                    |                    |
| 米亞娜·伯寧        | （Edna Braithwaite）   | 前女僕，後為格蘭特罕夫人貼身女僕 | CS2、4   | 黃淑芬                    |                    |
| 拉蔻儿·卡西迪      | （Phyllis Baxter）     | 格蘭特罕夫人貼身女僕             | 4–       | 許盈                      |                    |

### 其他角色
| 演員                               | 角色                                             | 人物介紹                       | 出場季數   | 香港TVB粵語配音           | 中國央視普通話配音 |
| 喬納森·考伊                        | （Mr George Murray）                             | 格蘭瑟姆伯爵的律師             | 1－3       | 陳永信                    | 瞿弦和             |
| 大衛·羅                            | （Dr. Clarkson）                                 | 考利家的家庭醫生                   | 1－6       | 陳曙光                    | 赵岭               |
| 克莉絲汀·勞爾                      | （Mrs Bird）                                     | 馬修·考利的廚娘                         | 1－3       | 沈小蘭(S1－S2) 陸惠玲(S3) |                    |
| 萊諾·蓋耶特                        | （Taylor）                                       | 考利家前任司機                     | 1          |                           |                    |
| 安德魯·韋菲                        | （Lynch）                                        | 馬夫                           | 1          |                           |                    |
| 佛格斯·歐唐納                      | （John Drake）                                   | 格蘭特罕莊園的當地農民                 | 1－2       |                           |                    |
| 凯茜·莎拉                          | （Mrs Drake）                                    | 席約翰的妻子                         | 1－2       | 陳琴雲                    |                    |
| Bernard Gallagher                  | （William "Bill" Molesley）                      | 的父親                         | 1，3－4    | 朱子聰                    |                    |
| 布瑞丹·帕特里克                    | （Evelyn Napier）                                | 英國議員，原本可能成為瑪麗·考利丈夫的人 | 1，4       | 雷霆(S1) 蕭徽勇(S4)       |                    |
| 提奥·詹姆斯                        | （Mr Kemal Pamuk）                               | 大使館武官                     | 1          | 周倚天                    |                    |
| 查理·考克斯                        | 克羅伯勒公爵 （Philip, The Duke of Crowborough） | 瑪麗的追求者；湯瑪斯·巴洛的情人           | 1          | 梁偉德                    |                    |
| 尼基·漢森                          | （Mr Charles Grigg）                             | 查爾斯·卡森的前同事                       | 1，4       | 朱子聰                    |                    |
| 比爾·費洛斯                        | （Joe Burns）                                    | 愛希·休斯太太的老朋友                       | 1          | 朱子聰                    |                    |
| 罗伯特·巴瑟斯特                    | （Sir Anthony Strallan）                         | 家族朋友及二小姐的追求者       | 1、CS1、3  | 招世亮                    |                    |
| 卡尔·麦肯林锡                      | （Andrew Lang）                                  | 男仆，患有戰爭後遺症           | 2          | 張錦江                    |                    |
| 莎朗·史摩                          | （Marigold Shore）                               | 潘洛絲的女傭                         | CS1        | 鄭麗麗                    |                    |
| 克萊爾·考伯瑞                      | （Jane Moorsum）                                 | 女傭                           | 2          | 吳羨婷                    |                    |
| 柔伊·鮑爾                          | （Lavinia Catherine Swire）                      | 馬修·考利的前任未婚妻                   | 2          | 黃昕瑜                    | 杨冬雁             |
| 伊恩·格雷                          | （Sir Richard Carlisle）                         | 报业出版商，瑪麗的前未婚夫     | 2、CS1     | 朱子聰                    |                    |
| 瑪莉亞·道爾·甘迺迪                 | （Vera Bates）                                   | 貝茲先生的太太                     | 2          | 黃麗芳                    |                    |
| 拉克兰·尼布尔                      | （Edward Courtenay中尉）                         | 受傷的軍官                     | 2          | 黃積權                    |                    |
| 丹尼爾·皮瑞                        | （Charles Bryant）                               | 受傷的軍官，伊瑟孩子的父親     | 2          | 招世亮                    |                    |
| 崔弗·懷特                          | （Maj Patrick Gordon）                           | 受傷的軍官，自稱是已故的派崔克·考利。     | 2          | 梁偉德                    |                    |
| 保羅·科普利                        | 先生 （Mr Mason）                                | 的父親                         | CS1、1 – 4 | 黃子敬                    |                    |
| 凱文·麥克納利                      | （Mr Bryant）                                    | 的父亲                         | 2－3       | 招世亮(S2) 張炳強(S3)     |                    |
| 克莉絲汀·麥基                      | （Daphne Bryant）                                | 的母親                         | 2－3       | 沈小蘭(S2) 黃麗芳(S3)     |                    |
| 奈傑爾·哈弗斯                      | （Lord Hepworth）                                | 潘洛絲的追求者                       | 2          | 陳曙光                    |                    |
| 莎莉·麥克琳                        | （Martha Levinson）                              | 的母親                         | 3 & CS3    | 陸惠玲                    |                    |
| 提姆·皮葛-史密斯                   | （Sir Philip Tapsell）                           | 倫敦婦產科醫生                 | 3          | 張炳強                    |                    |
| 魯艾利·柯納罕                      | （Kieran Branson）                               | 湯姆·布蘭森的兄弟                         | 3          | 李錦綸                    |                    |
| 查爾斯·愛德華茲 (英國演員)         | （Michael Gregson）                              | 新聞編輯                       | 3－4 & CS2 | 陳欣                      |                    |
| 露西尔·夏普                        | （Ms Reed）                                      | Mrs Levison的女僕              | 3          | 張頌欣                    |                    |
| 迈克尔·卡尔金                      | 科斯摩·戈登·朗 （Cosmo Gordon Lang）             | 约克大主教                     | 3          |                           |                    |
| 彼得·艾根                          | （Hugh "Shrimpie" MacClare）                     | 弗林特郡勛爵，蘿絲的父親       | CS2        | 黃子敬                    |                    |
| 菲比·尼科尔斯                      | （Susan MacClare）                               | 弗林特郡夫人，太伯爵夫人的姪女 | CS2        | 沈小蘭                    |                    |
| 約翰·亨蕭                          | （Jos Tufton）                                   | 雜貨商，派特摩太太的追求者               | CS2        | 林國雄                    |                    |
| 汤姆·卡伦                          | ， （Anthony Foyle, Lord Gillingham）            | 考利家的朋友，Charles Blake的戰友，瑪麗的追求者 | 4-         | 陳卓智                    |                    |
| 朱利安·欧文登                      | （Charles Blake）                                | Evelyn Napier的上司，Anthony Foyle的戰友，瑪麗的追求者   | 4-         | 陳廷軒                    |                    |
| 加里·卡尔                          | （Jack Ross）                                    | 非裔美國籍的爵士歌手與音樂家   | 4          | 關令翹                    |                    |
| 奇里·特·卡娜娃                     | （Nellie Melba）                                 | 歌劇演唱家                     | 4          | 黃麗芳                    |                    |
| 克里斯蒂娜·卡蒂                    | （Virginia Woolf）                               | 作家                           | 4          |                           |                    |
| 奈杰尔·哈曼                        | （Mr Green）                                     | 吉林厄姆勋爵的貼身男僕                     | 4          | 麥皓豐                    |                    |
| 安德鲁·亚历山大                    | （Sir John Bullock）                             | 考利家的熟人                       | 4          | 鄧志堅                    |                    |
| 安德鲁·斯卡伯勒 Andrew Scarborough | （Tim Drewe）                                    | 考利家房地產的佃農                 | 4          | 朱子聰                    |                    |
| 黛西·刘易斯                        | （Sarah Bunting）                                | 教師                           | 4－        | 謝潔貞                    |                    |
| 保罗·吉亚玛提                      | （Harold Levinson）                              | 格蘭特罕伯爵夫人的弟弟                 | CS3        | 馮志輝                    |                    |
| 盖·威廉姆斯                        | 喬治五世 （George V）                            | 英國國王，印度皇帝             | CS3        | 朱子聰                    |                    |
| 奧利佛·丁斯代尔                    | 威爾斯親王 （Prince of Wales）                   | 英國王位的繼承人               | CS3        | 鄧志堅                    |                    |
| 詹尼特·蒙特戈里                    | 弗麗達·達德利·沃德 （Freda Dudley Ward）         | 威爾斯親王的情人               | CS3        | 黃淑芬                    |                    |
| 詹姆斯·福克斯                      | （William "Billy" Allsopp）                      | 威爾斯親王的朋友               | CS3        | 張炳強                    |                    |
| Poppy Drayton                      | （The Hon Madeleine Allsopp）                    | 艾比利的女兒，馬羅絲的朋友     | CS3        | 何寶珊                    |                    |
| 理查德·E·格蘭特                    | （Simon Bricker）                                | 艺术史学家及克勞利家族的熟人   | 5          |                           |                    |
| Anna Chancellor                    | （Dowager Lady Anstruther）                      | 詹姆斯·肯特的前雇主            | 5          |                           |                    |
| Rade Šerbedžija                    | （Prince Igor Kuragin）                          | 俄羅斯難民                     | 5          |                           |                    |
| 艾瑪·朗茲                          | （Margie Drewe）                                 | Tim Drewe的妻子                | 5          |                           |                    |
| 蘇·約翰斯頓                        | （Gladys Denker）                                | 格兰瑟姆太伯爵夫人的貼身女僕   | 5          |                           |                    |
| 詹姆斯·福克納                      | （Lord Sinderby）                                | 阿提卡斯阿尔德里奇的父亲       | 5          |                           |                    |
| Penny Downie                       | （Lady Sinderby）                                | 阿提卡斯阿尔德里奇的妈妈       | 5          |                           |                    |
| Ed Cooper Clarke                   | （The Hon Timothy "Tim" Grey）                   | Lord Merton的次子              | 5          |                           |                    |

## 各季簡介

### 第一季
第一季共有7集，聚焦於虛構的考利家族及其僕人在唐頓莊園的生活。劇情核心圍繞著英國世襲貴族制度，規定爵位與家產只能傳給男性繼承人。作為背景故事的一部分，當時的格蘭特罕伯爵——羅伯·考利為了解決父親留下的財務困難，與美國千金柯拉·列文森結婚，儘管婚後夫妻感情融洽，羅伯特與柯拉只育有三個女兒，沒有兒子。
故事以1912年4月15日鐵達尼號沉沒為引子展開，作為長女的瑪麗·考利原本和她的表哥派翠克，也就是原本的繼承人詹姆士·考利的兒子訂婚，卻收到消息得知詹姆士與派翠克已在海難中喪生，家族被迫尋找另一位繼承人、一位素未謀面的遠親——馬修·克勞利，是中產階級醫生的兒子，也是一位律師。劇情初期圍繞著瑪麗與馬修的關係：馬修抗拒貴族生活方式，而瑪麗則壓抑對這位新繼承人的情感。當瑪麗的母親柯拉意外懷孕後，瑪麗選擇暫時婉拒馬修的求婚，因為若孩子是男孩，他將不再是繼承人。柯拉的貼身女僕歐布萊恩誤以為自己即將被解雇，一時心起在浴缸旁放了一塊肥皂，使柯拉滑倒而流產，事後得知流產的是一名男嬰。瑪麗原本打算接受馬修的求婚，但馬修認為她的遲疑是因為對他繼承資格的不確定，因此傷心地撤回了求婚，讓瑪麗心碎不已。
劇中有數條支線劇情，其一是格蘭特罕伯爵的新男僕約翰·貝茲（曾和伯爵在布爾戰爭是戰友），和年輕侍從湯瑪士·巴羅之間的鬥爭。野心勃勃的湯瑪士因無法獲得那個職位而怨恨貝茲，並想方設法讓他難堪，當湯瑪士與柯拉的貼身女僕歐布萊恩得知貝茲曾經坐過牢後，便展開一連串行動試圖陷害貝茲，差點讓考利家族陷入醜聞。同時湯瑪士也是位身處愛德華時代末期的同性戀者，後來因竊盜被抓，最終決定辭去侍從一職加入皇家陸軍醫療隊。本季最後以斐迪南大公被刺與1914年8月第一次世界大戰爆發作結。

### 第二季
2010年ITV的剧集运营导演Laura Mackie确认第二季將於2011年播出，從2011年3月开始拍摄：
我们很高兴观众对《唐顿庄园》的回应，反响很积极。我们对该剧获得ITV1台观众的喜爱感到非常自豪。因此，我们激动的宣布新一季将在2011年播出，观众将会和考利家族及仆人们度过一段更长的时间。
第二季在英国于2011年9月18日首播，在美国於2012年1月8日播放。本季还会播放圣诞特辑。
第二季由八集组成，从1916年的索姆河战役到1918年康边停战协定，涵盖了很多其他历史事件，如凡尔登战役、1917年俄国革命及耶路撒冷战役；在后方，遭遇了男性劳动力短缺。还有大卫·劳合·乔治（老伯爵夫人很轻蔑他）当选首相及战时联合政府的建立。馬修·考利、湯瑪斯·巴洛和威廉·梅森都从前线退下；湯姆·布蘭森不确定他是不是想为英国作战；格兰瑟姆伯爵因为年龄而无法服役。西碧·考利小姐不顾她的贵族地位参加了亚历山德拉王后的皇家护士部队。伊迪斯小姐也在学习自己的一技之长。而同时马修和玛丽之间的感情因为第一季中伯爵夫人潜在的第四个孩子，加之两人都有了可以下一步关系的恋人，趋于变成友人。在本季的后期，西班牙大流感也袭击了这座庄园，改变了很多事情。
楼下新来的女佣艾瑟尔不甘仆从的身份却误入歧途和在庄园休养的军官擦出火花，最终被修斯太太撞破，开除了她。

#### 聖誕特輯 2011
多數演員都有參與演出，客串演出聖誕特輯的演員包含飾演海浦沃斯勛爵的奈傑爾·哈弗斯及飾演羅莎蒙德夫人新任僕人Marigold Shore的莎朗·史摩。聖誕特輯的年代設定在1919年聖誕節及1920年間。

### 第三季
第三季在2012年9月16日於英國首播、2013年1月6日於美國上檔。第三季故事設定在停戰後1920－1921年，其中瑪麗與馬修步入禮堂；湯姆與西碧喜迎新生兒，並回到唐頓莊園，一向激进的汤姆在女儿的降生后，开始真正的融入这个家庭，但是身份地位的改变让他在不适之中也招惹到了烂桃花，好在修斯太太出手解围；柯拉和伯爵的关系面临巨大挑战，老夫人出面挽救。但是另一方面罗伯特的投资失误使得莊園遭遇財政困難，马修玛丽还有汤姆都在以他们自己的方式帮助唐顿度过这次的难关，其中马修从斯维尔先生那里收到的信对拯救唐顿起到了关键的作用。伊迪斯小姐在本季和安东尼先生再续前缘，但结果堪忧。伊迪斯开始给杂志写稿，并和杂志编辑互生情愫。喜好玩乐的罗斯登场给这庄园增添了一丝活泼的色彩。莎莉·麥克琳將飾演格蘭特罕伯爵夫人的美國籍母親。艾米·納特托爾将不会參與第三季的拍攝。
奥布莱恩和托马斯的联盟不再，二人因事产生分歧，但托马斯不敌奥布莱恩的手腕。阴差阳错之下贝茨是出手相助阻止了事态向着最坏的地步发展。

#### 聖誕特輯 2012
ITV於第三季最後一集時（2012年11月4日）宣布製播消息，聖誕特輯將於聖誕節當日播出。
演員米亞娜·伯寧於2012年聖誕特輯中客串演出，飾演傭人Edna Braithwaite。

### 第四季
2012年11月23日，ITV宣布第四季將於2013年2月開拍。本季預計於2013年9月22日在英國ITV上首播，美國PBS電視台預計於2014年1月5日首播，並於2014年2月23日下檔。
在ITV的《唐頓莊園》官方網站上，已釋出第四季的部分消息。例如：瑪麗·考利在為半年前因車禍過世的丈夫馬修·考利哀悼。馬修在醫院看完妻子瑪麗與稚子喬治後，回家途中發生車禍，造成唐頓莊園繼承人喪生。瑪麗是否能夠找到新的幸福，將會成為本季重點。
2013年3月，宣布有幾位新演員會加入第四季演出：汤姆·卡伦飾演瑪麗多年未見的兒時玩伴Lord Anthony Gillingham；奈杰尔·哈曼飾演Gillingham的貼身男僕Green；哈丽特·瓦尔特飾演薇樂·考利的朋友Lady Shackleton；奇里·特·卡娜娃飾演澳洲歌劇演唱家內莉·梅爾巴，被邀請到莊園演出；乔安娜·大卫客串演出Duchess of Yeovil；朱利安·欧文登飾演貴族Charles Blake。而聖誕特輯2013則會有莎莉·麥克琳回鍋演出珂拉·考利的母親Martha Levinson，保罗·吉亚玛提則會飾演她的兒子，也就是格兰瑟姆夫人的兄弟，Harold。另外會有一位叫做Jack Ross的爵士音樂家兼歌手，他來自芝加哥，將會引發一些種族爭議，由加里·卡尔飾演。黛西·刘易斯將飾演孩子的保母，安德鲁·亚历山大將飾演Sir John Bullock，拉蔻儿·卡西迪將飾演貼身女僕Baxter。布瑞丹·帕特里克將回鍋飾演Evelyn Napier。
飾演貼身女僕莎拉·歐布萊恩的演員休翰·芬納蘭將不會回鍋演出第四季。ITV已經確認這項消息，但表示此角色並不會被寫死，未來還有可能回鍋演出。
在本季中，马修的离开给玛丽带来了极大的打击，而二人年幼的儿子则成为了伯爵爵位的正统继承人。从悲痛中走出的玛丽依然是一位极具魅力的女子，在管理庄园的同时亦不乏追求者。

#### 聖誕特輯 2013
該年度的聖誕特輯於皇家哈洛威学院、倫敦大學金匠學院、西薩塞克斯郡的West Wittering沙灘、伯克郡的巴斯尔登庄园等地拍攝。白金汉宫則由倫敦的兰开斯特宫替代。，年代設定在1922－1923年。
客串演員有格兰瑟姆夫人哥哥的Harold Levinson的保罗·吉亚玛提。

### 第五季
ITV在第四季結束時宣布，《唐頓莊園》第五季將在2014年製播。2014年8月24日，雜誌宣布，第五季在美國首播日期為2015年1月4日，接在英國首播2014聖誕特輯之後播出。英國第五季首播日期為9月下旬，完結後接著播出2014聖誕特輯，年代設定在1924年。

#### 聖誕特輯 2014
2014聖誕特輯預計在美國2015年1月4日首播第五季之後接著播出。

### 第六季
《唐頓莊園》第六季將在2015年11月播出；依然會有8集與1部聖誕特輯，年代設定在1925年。2015年3月26日，確認第六季會是這部時代劇的最後一季。
唐頓莊園將在第六季結局解散，但製作方表示將「考慮」籌拍這部熱門時代劇的電影版。《唐頓莊園》吸引了全球上百個國家、成千上萬的觀眾收看，成為熱門作品，也在2010年首季播出後，獲得金球獎、艾美獎、BAFTA等多項獎項。
本劇匯聚了包含瑪姬·史密斯在內的知名英國影星，也讓蜜雪兒·道克瑞、莉莉·詹姆斯與丹·史蒂文斯等演員星途大展。
在英國有大約1千1百萬觀眾，在關注著克勞力家族與其傭人們的命運。

### 前傳
《每日电讯报》2012年9月報導指出，朱利安·費羅斯表示正在籌備《唐顿庄园》的前傳姊妹作品，劇情圍繞在格兰瑟姆伯爵與珂拉·考利的愛情故事。最初計劃出版成書，之後被ITV採納。

## 奖项
| 季數   | 獎項                                                                                             | 類別                                           | 獲提名者                                           | 結果 |
| ------ | ------------------------------------------------------------------------------------------------ | ---------------------------------------------- | -------------------------------------------------- | ---- |
| 第一季 | 第63屆黃金時段艾美獎 63rd Primetime Emmy Awards                                                  | 最佳迷你劇集或電視電影                         | 唐頓莊園                                           | 獲獎 |
| 第一季 | 第63屆黃金時段艾美獎 63rd Primetime Emmy Awards                                                  | 迷你劇集或電視電影最佳女主角                   | 伊莉莎白·麥戈文                                    | 提名 |
| 第一季 | 第63屆黃金時段艾美獎 63rd Primetime Emmy Awards                                                  | 迷你劇集或電視電影最佳女配角                   | 瑪吉·史密斯                                        | 獲獎 |
| 第一季 | 第63屆黃金時段艾美獎 63rd Primetime Emmy Awards                                                  | 迷你劇集/電視電影/劇情類特別節目執導           | Brian Percival                                     | 獲獎 |
| 第一季 | 第63屆黃金時段艾美獎 63rd Primetime Emmy Awards                                                  | 迷你劇集/電視電影/劇情類特別節目最佳編劇       | Julian Fellowes                                    | 獲獎 |
| 第一季 | 創意藝術艾美獎 Creative Arts Emmy Awards                                                         | 迷你劇集/電視電影/特別節目最佳選角             | Jill Trevellick                                    | 提名 |
| 第一季 | 創意藝術艾美獎 Creative Arts Emmy Awards                                                         | 最佳迷你劇集/電視電影攝影                      | David Katznelson                                   | 獲獎 |
| 第一季 | 創意藝術艾美獎 Creative Arts Emmy Awards                                                         | 迷你劇集/電視電影/特別節目最佳藝術指導         | Donal Woods Charmian Adams Gina Cromwell           | 提名 |
| 第一季 | 創意藝術艾美獎 Creative Arts Emmy Awards                                                         | 最佳單攝像機迷你劇集/電視電影/特別節目圖像剪輯 | John Wilson                                        | 提名 |
| 第一季 | 創意藝術艾美獎 Creative Arts Emmy Awards                                                         | 最佳迷你劇集/電視電影/特別節目服裝             | Susannah Buxton Caroline McCal                     | 獲獎 |
| 第一季 | 創意藝術艾美獎 Creative Arts Emmy Awards                                                         | 最佳迷你劇集/電視電影/特別節目音效剪輯         | Adam Armitage Alex Sawyer                          | 提名 |
| 第一季 | 第69屆金球獎 Golden Globe Awards                                                                 | 最佳迷你劇集或電視電影                         | 唐頓莊園                                           | 獲獎 |
| 第一季 | 第69屆金球獎 Golden Globe Awards                                                                 | 迷你劇集或電視電影最佳男主角                   | Hugh Bonneville                                    | 提名 |
| 第一季 | 第69屆金球獎 Golden Globe Awards                                                                 | 迷你劇集或電視電影最佳女主角                   | 伊莉莎白·麥戈文                                    | 提名 |
| 第一季 | 第69屆金球獎 Golden Globe Awards                                                                 | 電視劇、迷你劇集或電視電影最佳女配角           | 瑪吉·史密斯                                        | 提名 |
| 第一季 | 英國學術電視獎 BAFTA Awards 2010                                                                 | 最佳男配角                                     | Brendan Coyle                                      | 提名 |
| 第一季 | 英國學術電視獎 BAFTA Awards 2010                                                                 | 劇情類最佳劇集                                 | 唐頓莊園                                           | 提名 |
| 第一季 | 英國電影和電視藝術學院同業獎 BAFTA Craft 2010                                                    | 導演最佳導演                                   | Brian Percival                                     | 獲獎 |
| 第一季 | 英國電影和電視藝術學院同業獎 BAFTA Craft 2010                                                    | 聲音獎                                         | Nigel Heath Alex Sawyer Adam Armitage Mark Holding | 獲獎 |
| 第一季 | 英國電影和電視藝術學院同業獎 BAFTA Craft 2010                                                    | 磁帶與電影剪輯獎                               | John Wilson                                        | 提名 |
| 第一季 | 英國電影和電視藝術學院同業獎 BAFTA Craft 2010                                                    | 攝影獎                                         | David Katznelson                                   | 提名 |
| 第一季 | 英國電影和電視藝術學院同業獎 BAFTA Craft 2010                                                    | 產品設計獎                                     | Donal Woods                                        | 提名 |
| 第一季 | 第27屆電視評論家協會 27th TCA Awards                                                             | 迷你劇集或電視電影傑出成就                     | 唐頓莊園                                           | 提名 |
| 第一季 | 蒙特卡洛電視節 Monte-Carlo Television Festival                                                   | 傑出男演員                                     | Hugh Bonneville                                    | 提名 |
| 第一季 | 蒙特卡洛電視節 Monte-Carlo Television Festival                                                   | 傑出女演員                                     | 米雪·道克利                                        | 提名 |
| 第一季 | 蒙特卡洛電視節 Monte-Carlo Television Festival                                                   | 傑出女演員                                     | 瑪吉·史密斯                                        | 提名 |
| 第一季 | 蒙特卡洛電視節 Monte-Carlo Television Festival                                                   | 傑出女演員                                     | 伊莉莎白·麥戈文                                    | 提名 |
| 第一季 | 蒙特卡洛電視節 Monte-Carlo Television Festival                                                   | 國際最佳製片人                                 | Gareth Neame                                       | 提名 |
| 第一季 | 蒙特卡洛電視節 Monte-Carlo Television Festival                                                   | 歐洲最佳製片人                                 | Gareth Neame                                       | 提名 |
| 第一季 | 美國製片人工會獎 Producers Guild of America Awards                                               | 最佳長篇電視                                   | 唐頓莊園                                           | 獲獎 |
| 第一季 | 廣播媒體協會獎 Broadcasting Press Guild                                                          | 最佳劇集                                       | 唐頓莊園                                           | 獲獎 |
| 第一季 | 廣播媒體協會獎 Broadcasting Press Guild                                                          | 最佳男演員                                     | Hugh Bonneville                                    | 提名 |
| 第一季 | 廣播媒體協會獎 Broadcasting Press Guild                                                          | 最佳女演員                                     | 瑪吉·史密斯                                        | 提名 |
| 第一季 | 廣播媒體協會獎 Broadcasting Press Guild                                                          | 最佳女演員                                     | 伊莉莎白·麥戈文                                    | 提名 |
| 第一季 | 廣播媒體協會獎 Broadcasting Press Guild                                                          | 最佳編劇                                       | Julian Fellowes                                    | 獲獎 |
| 第一季 | 美國演員工會獎 Screen Actors Guild Awards                                                        | 電視電影或短劇突出表現女演員                   | 瑪吉·史密斯                                        | 提名 |
| 第一季 | 衛星獎 Satellite Awards                                                                          | 最佳短劇或電視電影                             | 唐頓莊園                                           | 提名 |
| 第一季 | 衛星獎 Satellite Awards                                                                          | 電視連續劇或電視電影最佳男主角                 | Hugh Bonneville                                    | 提名 |
| 第一季 | 衛星獎 Satellite Awards                                                                          | 電視連續劇或電視電影最佳女主角                 | 伊莉莎白·麥戈文                                    | 提名 |
| 第一季 | 衛星獎 Satellite Awards                                                                          | 電視劇、迷你劇集或電視電影最佳女配角           | 瑪吉·史密斯                                        | 提名 |
| 第一季 | Banff Fiction Rockies Awards                                                                     | 最佳迷你劇集                                   | 唐頓莊園                                           | 獲獎 |
| 第一季 | 皇家電視學會獎 RTS Television Awards                                                             | 最佳劇集                                       | 唐頓莊園                                           | 提名 |
| 第一季 | 皇家電視學會工藝與設計獎 RTS Craft & Design Awards                                               | 攝影獎                                         | David Katznelson                                   | 獲獎 |
| 第一季 | 皇家電視學會工藝與設計獎 RTS Craft & Design Awards                                               | Original Title音樂獎                           | John Lunn                                          | 提名 |
| 第一季 | 電視和廣播行業俱樂部獎 TRIC Awards                                                               | 年度電視劇                                     | 唐頓莊園                                           | 獲獎 |
| 第一季 | 電視選擇獎 TV Choice Awards                                                                      | 最佳新戲                                       | 唐頓莊園                                           | 提名 |
| 第一季 | American Cinema Editors                                                                          | 最佳短劇剪接                                   | John Wilson                                        | 提名 |
| 第一季 | 美國電影攝影師協會獎 American Society of Cinematographers                                        | 一小時情景/試點電視類                          | David Katznelson (For the pilot)                   | 提名 |
| 第一季 | 2011年比亞里茨國際藝術節視聽部門 Biarritz International Festival of Audiovisual Programming 2011 | 連續電視劇獎                                   | 唐頓莊園                                           | 提名 |
| 第二季 | 第64屆黃金時段艾美獎 64rd Primetime Emmy Awards                                                  | 最佳劇集                                       | 唐頓莊園                                           | 提名 |
| 第二季 | 第64屆黃金時段艾美獎 64rd Primetime Emmy Awards                                                  | 劇情類最佳男主角                               | Hugh Bonneville                                    | 提名 |
| 第二季 | 第64屆黃金時段艾美獎 64rd Primetime Emmy Awards                                                  | 劇情類最佳女主角                               | 米雪·道克利                                        | 提名 |
| 第二季 | 第64屆黃金時段艾美獎 64rd Primetime Emmy Awards                                                  | 劇情類最佳男配角                               | Jim Carter                                         | 提名 |
| 第二季 | 第64屆黃金時段艾美獎 64rd Primetime Emmy Awards                                                  | 劇情類最佳男配角                               | Brendan Coyle                                      | 提名 |
| 第二季 | 第64屆黃金時段艾美獎 64rd Primetime Emmy Awards                                                  | 劇情類最佳女配角                               | 喬安·佛洛格                                        | 提名 |
| 第二季 | 第64屆黃金時段艾美獎 64rd Primetime Emmy Awards                                                  | 劇情類最佳女配角                               | 瑪吉·史密斯                                        | 獲獎 |
| 第二季 | 第64屆黃金時段艾美獎 64rd Primetime Emmy Awards                                                  | 劇情類最佳編劇                                 | Julian Fellowes for Episode Seven                  | 提名 |
| 第二季 | 第64屆黃金時段艾美獎 64rd Primetime Emmy Awards                                                  | 最佳劇情類執導                                 | Brian Percival for Episode Seven                   | 提名 |
| 第二季 | 第64屆黃金時段艾美獎 64rd Primetime Emmy Awards                                                  | 多攝像機電視劇最佳藝術指導                     | 唐頓莊園                                           | 提名 |
| 第二季 | 第64屆黃金時段艾美獎 64rd Primetime Emmy Awards                                                  | 最佳電視劇服裝                                 | 唐頓莊園                                           | 提名 |
| 第二季 | 第64屆黃金時段艾美獎 64rd Primetime Emmy Awards                                                  | 最佳電視劇編曲                                 | 唐頓莊園                                           | 獲獎 |
| 第二季 | 第64屆黃金時段艾美獎 64rd Primetime Emmy Awards                                                  | 最佳電視劇髮型                                 | 唐頓莊園                                           | 獲獎 |
| 第二季 | 第64屆黃金時段艾美獎 64rd Primetime Emmy Awards                                                  | 劇情類劇集最佳選角                             | 唐頓莊園                                           | 提名 |
| 第二季 | 第64屆黃金時段艾美獎 64rd Primetime Emmy Awards                                                  | 最佳單攝像機劇集圖像剪輯                       | 唐頓莊園                                           | 提名 |
| 第二季 | 第64屆黃金時段艾美獎 64rd Primetime Emmy Awards                                                  | 最佳單攝像機電視劇混音                         | 唐頓莊園                                           | 提名 |
| 第二季 | 英國學術電視獎 BAFTA Awards 2011                                                                 | 最佳女配角                                     | 瑪吉·史密斯                                        | 提名 |
| 第二季 | 英國學術電視獎 BAFTA Awards 2011                                                                 | YouTube的最受觀眾歡迎獎                        | 唐頓莊園                                           | 提名 |
| 第二季 | 英國電影和電視藝術學院同業獎 BAFTA Craft 2011                                                    | 產品設計                                       | Donal Woods & Judy Farr                            | 提名 |
| 第二季 | 英國電影和電視藝術學院同業獎 BAFTA Craft 2011                                                    | 原創音樂                                       | John Lunn                                          | 提名 |
| 第二季 | 英國電影和電視藝術學院同業獎 BAFTA Craft 2011                                                    | 服裝設計                                       | Susannah Buxton                                    | 提名 |
| 第二季 | 第28屆電視評論家協會 28th TCA Awards                                                             | 年度計劃                                       | 唐頓莊園                                           | 提名 |
| 第二季 | 第28屆電視評論家協會 28th TCA Awards                                                             | 短劇和特別類優秀成就電影                       | 唐頓莊園                                           | 獲獎 |
| 第二季 | 國家電視獎 National Television Awards                                                            | 最佳戲劇                                       | 唐頓莊園                                           | 獲獎 |
| 第二季 | Broadcast Award                                                                                  | 最佳順序劇集                                   | 唐頓莊園                                           | 獲獎 |
| 第二季 | Basauri Award                                                                                    | 藝術卓越表演獎                                 | Brendan Coyle                                      | 獲獎 |
| 第二季 | ELLE風尚大獎                                                                                     | 最佳電視節目                                   | 唐頓莊園                                           | 獲獎 |
| 第二季 | 電視和廣播行業俱樂部獎 TRIC Awards                                                               | 年度戲劇                                       | 唐頓莊園                                           | 獲獎 |
| 第二季 | 廣播影評人協會電視獎                                                                             | 最佳劇集                                       | 唐頓莊園                                           | 提名 |
| 第二季 | 廣播影評人協會電視獎                                                                             | 最佳劇集女主角                                 | 米雪·道克利                                        | 提名 |
| 第二季 | 第9屆愛爾蘭電影電視學院獎                                                                        | 電視劇最佳男配角                               | Brendan Coyle                                      | 提名 |

## 出版发行

### 蓝光及DVD影碟
| 蓝光/DVD影碟名称 | 蓝光/DVD影碟名称     | 碟片数量         | 年份          | 分集数量 | 发行日期 (仅英国) | 发行日期 (仅英国) |
| 蓝光/DVD影碟名称 | 蓝光/DVD影碟名称     | 碟片数量         | 年份          | 分集数量 | 蓝光              | DVD               |
| ---------------- | -------------------- | ---------------- | ------------- | -------- | ----------------- | ----------------- |
|                  | 第一季完整版         | 2 (蓝光) 3 (DVD) | 2010年        | 7        | 2010年11月8日     | 2010年11月8日     |
|                  | 第二季完整版         | 3 (蓝光) 4 (DVD) | 2011年        | 8        | 2011年11月7日     | 2011年11月7日     |
|                  | 第一季及第二季完整版 | 5 (蓝光) 7 (DVD) | 2010年-2011年 | 15       | 2011年11月7日     | 2011年11月7日     |
|                  | 唐顿庄园圣诞特辑     | 1 (蓝光) 1 (DVD) | 2011年        | 1        | 2011年12月26日    | 2011年12月26日    |
|                  | 第三季完整版         | 3 (蓝光) 4 (DVD) | 2012年        | 8        | 2012年11月5日     | 2012年11月5日     |

2011年9月16日，即第二季在英国首播前的两天，Amazon.com报道第一季的《唐顿庄园》成为在线零售商总销量最畅销的DVD套装，超过了很多美国流行的节目如《黑道家族》、《老友记》及《火线》。

### 原声
2011年9月，剧集原声将由迪卡唱片公司发行，内含剧中音乐及新曲。由John Lunn及Don Black配乐，Mary-Jess Leaverland和Alfie Boe演唱。

### 书籍
一本以《唐顿庄园》幕后为主要内容的书在2011年9月15日出版。它的作者是Jessica Fellowes（Julian Fellowes的侄女），由哈珀柯林斯出版发行。

### 海外播出
《唐顿庄园》第一季2012年10月19日起在中国播出，在百视通旗下的IPTV平台首播，其后中国中央电视台电视剧频道于2013年4月23日播出。《唐顿庄园》第二季2012年11月1日起在中国播出，在百视通旗下的IPTV平台首播，央视电视剧频道其后于于2013年4月27日播出。
《唐顿庄园》台灣首播權由公共電視文化事業基金會取得。香港首播權由電視廣播有限公司取得。

## 作品的變遷
| 公視HD台 星期一至五 10:00~11:00 （6/5 10:00 - 11:10） | 公視HD台 星期一至五 10:00~11:00 （6/5 10:00 - 11:10）                            | 公視HD台 星期一至五 10:00~11:00 （6/5 10:00 - 11:10） |
| ----------------------------------------------------- | -------------------------------------------------------------------------------- | ----------------------------------------------------- |
|                                                       | 唐頓莊園 （2013.06.05 - 2013.06.13）                                             |                                                       |
| 呼叫助產士 （2013.05.28 - 2013.06.04）                | 唐頓莊園（第二季） （2013.06.14 -2013.06.25） 單數絕配 (2013.06.26 - 2013.07.25) |                                                       |

| 中国中央电视台电视剧频道 星期一至五 22:30~00:00 · | 中国中央电视台电视剧频道 星期一至五 22:30~00:00 ·               | 中国中央电视台电视剧频道 星期一至五 22:30~00:00 · |
| ------------------------------------------------- | --------------------------------------------------------------- | ------------------------------------------------- |
|                                                   | 唐頓莊園（第一季及第二季+幕后花絮） （2013.04.23 - 2013.05.03） |                                                   |
| 再见单人床                                        | 远古入侵（第一季至第五季） （2013.05.04 - 2013.05.22）          |                                                   |